# Paddy Canny
Patrick "Paddy" Canny, né le 9 septembre 1919 à Tulla et décédé le 28 juin 2008 à Limerick, est un musicien traditionnel (fiddler) irlandais. Durant plus de soixante ans, il a popularisé la musique irlandaise, aussi bien en Irlande qu'à l'étranger.
Sa renommée date de la fin des années 1940, où il collabore à la formation de The Tulla Céilí Band, et à la première prestation du groupe à la RTÉ Radio (en) en 1948, première étape vers les hauteurs du classement des groupes traditionnels irlandais.
Il remporte le All-Ireland Fleadh Championship en 1953 et interrompt provisoirement sa carrière internationale en 1963. Dans les années 1990, il enregistre Paddy Canny : Traditional Music from the Legendary East Clare Fiddler, qui sera encensé par la critique.

## Biographie
Paddy Canny vient au monde en 1919 dans le comté de Clare. Son père, Pat Canny, fiddler réputé localement, lui enseigne, ainsi qu'à ses deux frères plus âgés, Mickie et Jack, la technique du violon. Paddy Canny prend également des leçons d'un professeur de violon aveugle, Paddy McNamara, hébergé par la famille Canny durant l'hiver. Adolescent, Paddy Canny est déjà un fiddler consommé qui joue dans les bals, les mariages et sur les places de villages.
In 1946, Paddy cofonde avec le fiddler P.J. Hayes, la pianiste Teresa Tubridy et l'accordéoniste Joe Cooley The Tulla Céilí Band au Minogue's Bar de Tulla.
Le groupe remporte le premier prix du festival de musique irlandaise de Limerick et fait sa première apparition à la radio en 1948.
Durant les dix années suivantes, il participe aux championnats All-Ireland Fleadh Championship, initiant une rivalité avec le The Kilfenora Céilí Band, qui remporte la compétition en 1954 et 1955.
En 1956, The Tulla Céili Band bat son rival au festival de Munster, mais perd d'un demi-point au championnat national (98,5 points contre 99,0 sur un total de 100 possibles). Enfin, en 1957, puis en 1960, il remporte le titre national.
Le groupe se produit en 1958 en Angleterre et aux États-Unis, avec pour point d'orgue un concert au Carnegie Hall de New York à l'occasion de la célébration de la Saint-Patrick. Les tournées aux États-Unis se sont maintenues jusqu'en 1999.
The Tulla Céilí Band a enregistré cinq 78 tours à partir de 1956 pour HMV, et Echoes of Erin en 1958.
À titre individuel, Paddy Canny remporte le All-Ireland Fleadh Championship en 1953.
En 1961, il épouse Philimena Hayes, la sœur de son compagnon du Tulla Céili Band, P. Joe Hayes. Avec lui, il apparaissait sur l'enregistrement de 1959, All-Ireland Champions: Violin, l'un des plus grands succès commerciaux de musique irlandaise traditionnelle.
L'interprétation de Trim the Velvet par Paddy Canny est demeurée pendant longtemps la signature musicale de l'émission de radio A Job of Journeywork.
En 1965, il quitte le groupe pour pouvoir s'occuper convenablement de sa ferme.
Au début des années 1990, Paddy Canny revient à la scène commerciale, pour l'événement Traditional Music From Clare and Beyond, organisé par Gearóid O hAllmhuráin.
Il enregistre en 1997 son premier album solo, Paddy Canny: Traditional Music from the Legendary East Clare Fiddler, qui sera nommé album traditionnel de l'année par The Irish Times.
Paddy Canny décède le 28 juin 2008. Son neveu, Martin Hayes, a remporté six fois le All-Ireland Fleadh Championship.

## Discographie
- All-Ireland Champions: Violin (1959), avec P.J. Hayes, Peadar O'Loughlin et Bridie Lafferty ;
- Traditional Music From Clare and Beyond (1996) ;
- Paddy Canny: Traditional Music from the Legendary East Clare Fiddler (1997) ;
- Meet Paddy Canny (2004).